# SP-II-b
ŠP-II-b (чеш. Škoda pěchotní tank) — чехословацкий средний пехотный танк, созданный в 1930-е годы.

## История
В 1935 и 1936 годах проводились испытания танков поддержки P-II-b и Š-II-b, которые оказались безуспешными. После неудачной серии испытаний ведущие танкостроительные фирмы Чехословакии объединили усилия и 30 июля 1936 года получили общий патент на разработку танка под кодовым названием ŠP-II-b. Разработка завершилась к июлю 1937 года.
Первоначальное задание, изданное в 1933 году на танк категории II-b, оговаривало массу 13 тонн, лобовое бронирование 25 мм и вооружение из 37-мм пушки и двух пулемётов. Однако затем требования были обновлены (масса до 16 тонн, броня до 32 мм и 47-мм пушка). Эти изменения вынудили изменить корпус и силовую установку. Итого танк соответствовал больше экспортной модели, обладая незначительными отличиями. 

## Описание
Корпус собирался при помощи заклёпок и болтов. Толщина брони достигала 30 мм спереди, 25 по бортам, 20 сзади и 10 сверху и снизу. Экипаж состоял из 4 человек: водитель, стрелок, командир и радиотелеграфист. Приборы наблюдения были аналогичны: эпископ и щель с 50-мм бронестёклами для водителя и телеграфиста, командирская башенка и перископ для командира и стрелка. В крыше башни имелся люк для посадки и высадки из танка и небольшой лючок справа для флажковой сигнализации.
Вооружение состояло из 47-мм пушки Škoda A9 и двух 7,92-мм пулеметов ZB vz.37 (один в башне, второй в лобовом листе корпуса). Боекомплект для пушки располагался в задней части башни, для пулеметов – в боевом отделении. Связь обеспечивалась благодаря радиостанции vz.37 с дальностью действия 2 км и возможностью работы в качестве телеграфа. Антенна штыревого типа была выведена на левый борт.
На ŠP-II-b устанавливался 8-цилиндровый бензиновый двигатель Praga с мощностью 250 л.с. Запуск двигателя производился как вручную, так и от электростартера. Ходовая часть состояла из 8 катков, 4 роликов, переднего катка и двух колёс. Для усиления жесткости ходовой части была установлена продольная балка, крепившаяся к узлам подвески. Амортизация состояла из листовых полуэллиптических рессор, на каждую из которых крепилось по две тележки с опорными катками.

## Испытания
Испытания начались лишь 8 января 1938 года, когда спецификация на средний танк вновь была пересмотрена, однако ходовые качества понравились военным. Мощный двигатель позволял развивать высокую скорость, топлива хватало на 7 часов хода, а по вооружению танк не уступал немецкому лёгкому PzKpfw III Ausf.E и французскому Somua S-35. Опытный образец проехал около 700 км без серьёзных поломок, однако армия скоро потеряла к нему интерес.
На следующий год чехословаки приступили к разработке танка ST vz.39, не забывая параллельно дорабатывать танк SP-II-b. Вскоре Чехословакию оккупировали немцы, а танк был вывезен на пункт сбора трофейной техники, где и бесследно исчез.